# Bläulinge

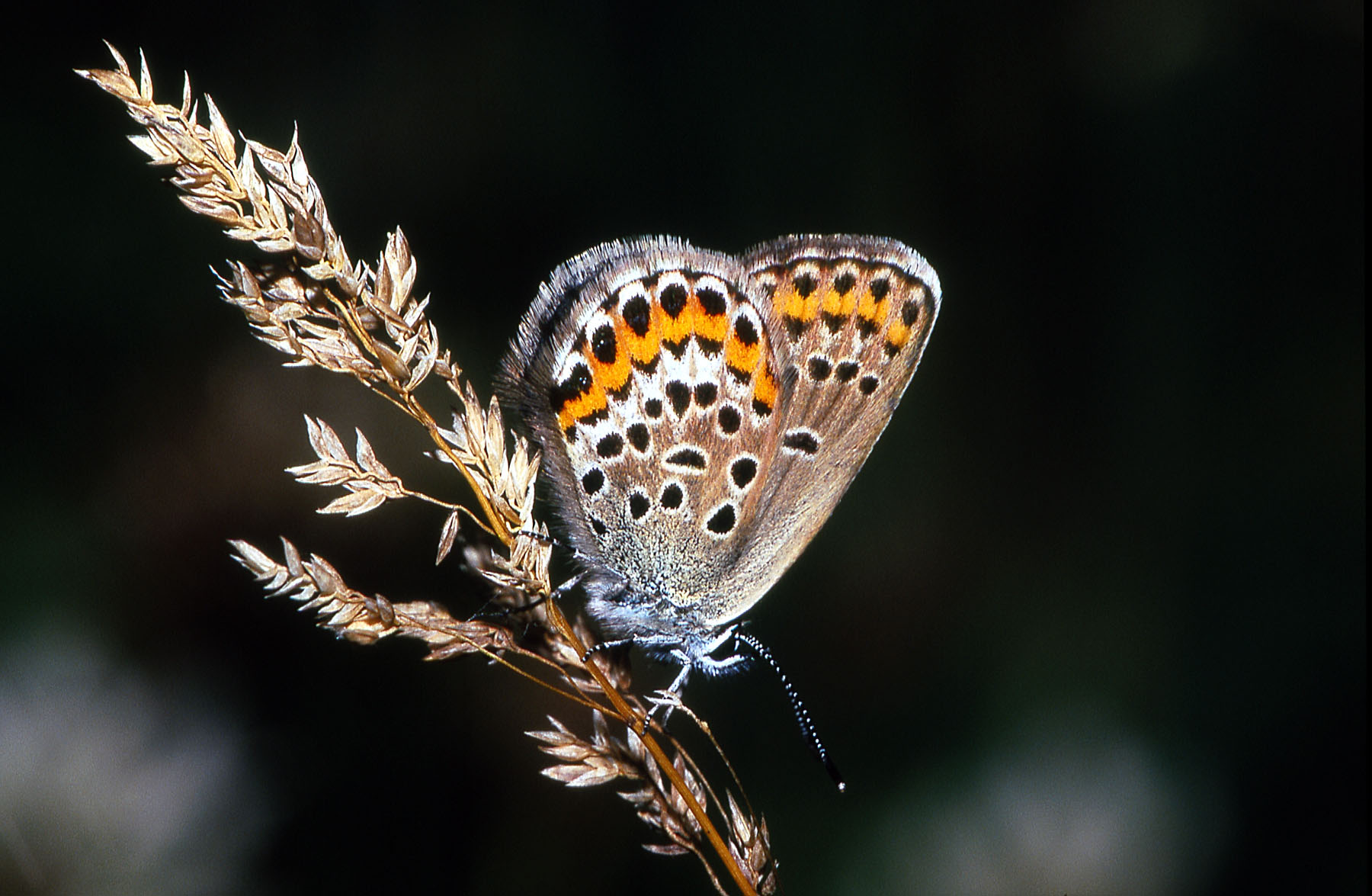
Argus-Bläuling (Plebejus argus)

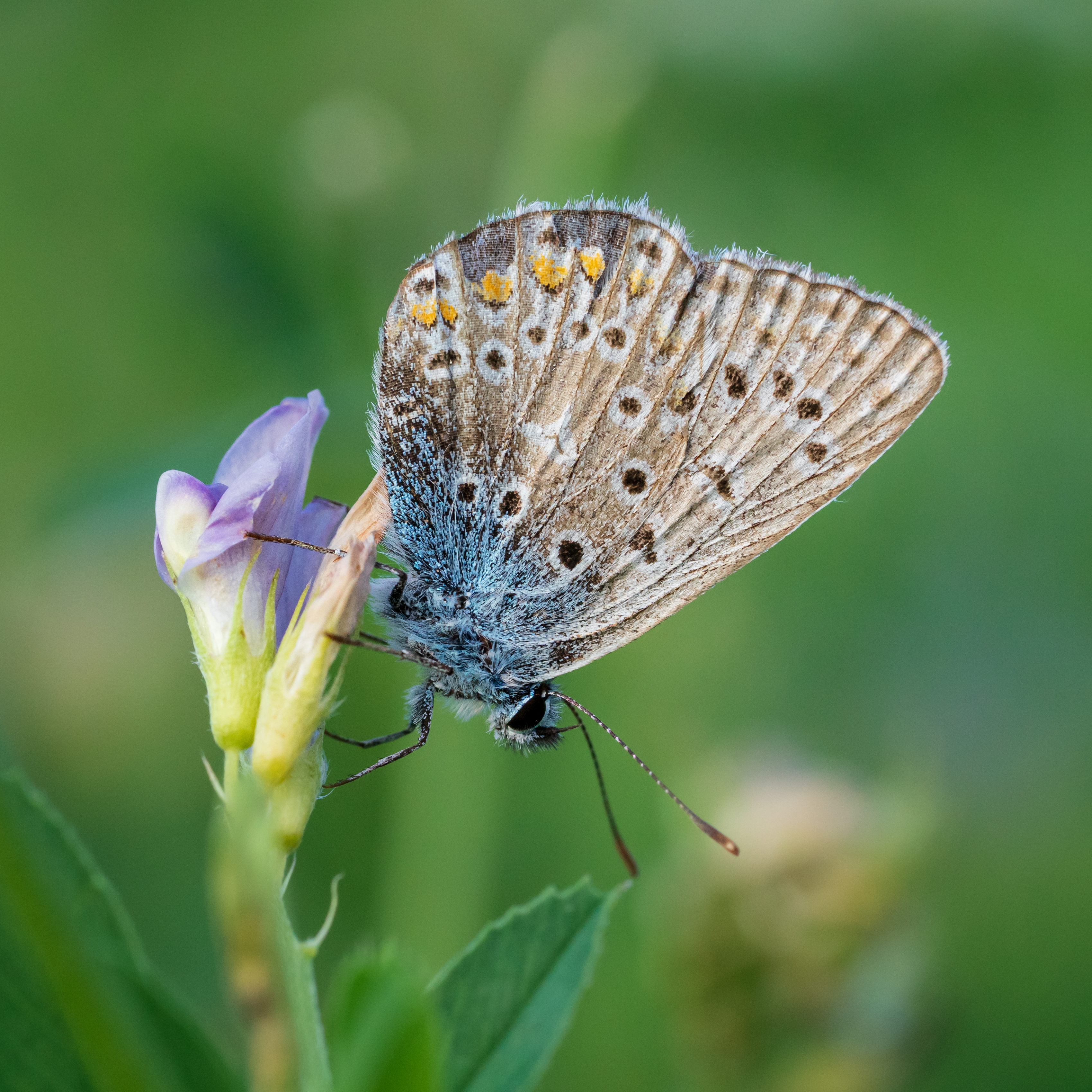
Bläuling an einer Blüte

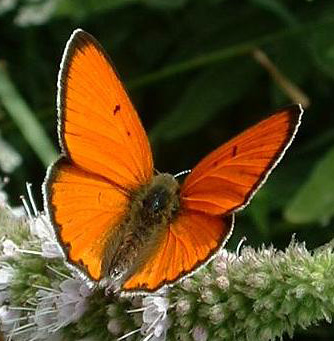
Großer Feuerfalter ♂ (Lycaena dispar)

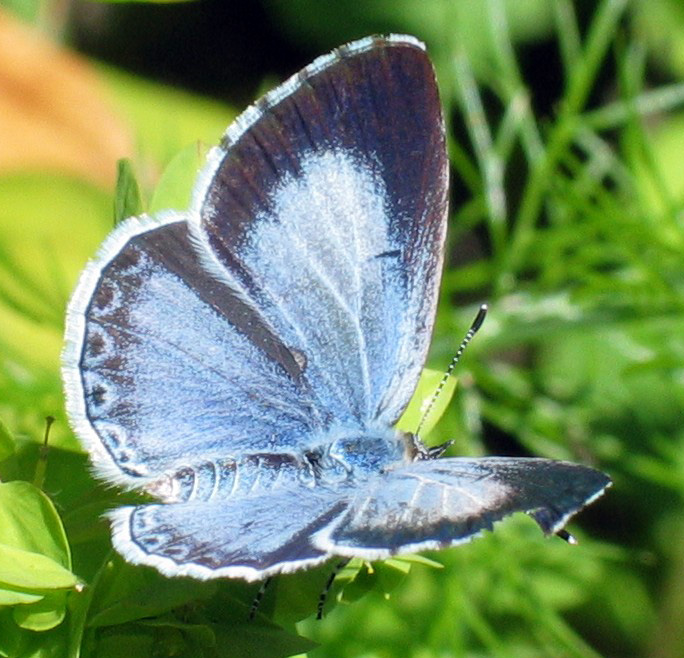
Faulbaum-Bläuling Weibchen (Celastrina argiolus)

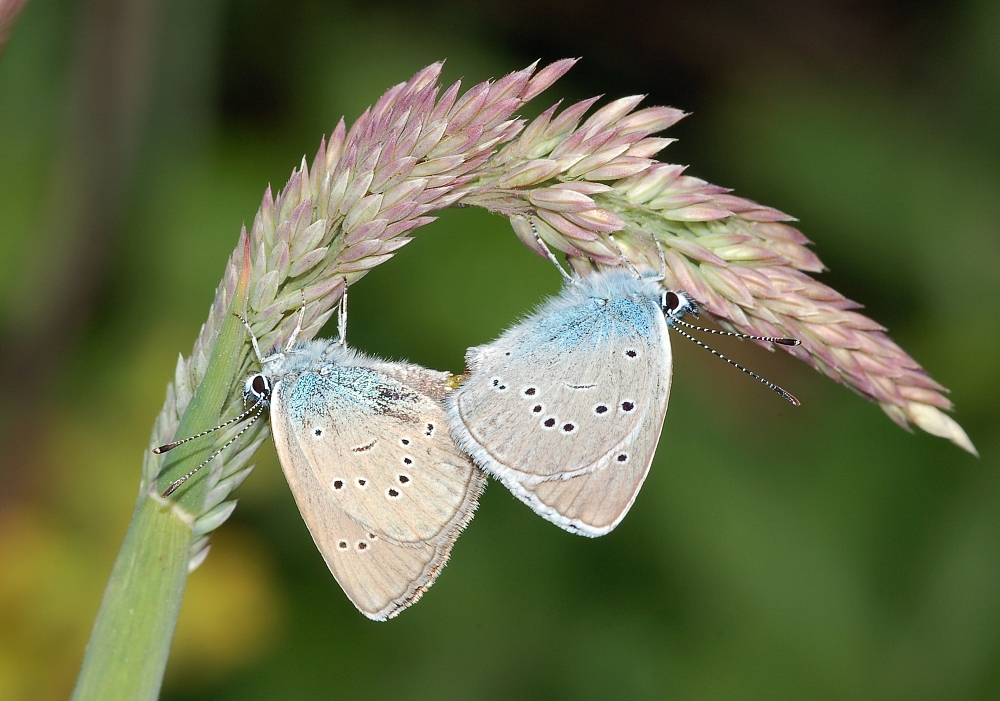
Paarung

Die Bläulinge (Lycaenidae) sind eine Familie der Schmetterlinge (Tagfalter). Sie kommen weltweit mit ca. 5200 Arten in 416 Gattungen (Stand: 2011) vor. Viele Männchen der europäischen Arten haben blau gefärbte Flügeloberseiten, daher der deutsche Name.

## Merkmale
Die Falter erreichen eine Flügelspannweite von 24 bis maximal 50 Millimetern. Ihre Vorderflügel sind kompakt und nur 1,4 bis 1,9 mal länger, als sie breit sind. Die Flügeloberseiten sind überwiegend dunkelbraun, kupferfarben, blau oder violett gefärbt. Bei manchen Arten weisen die Flügeloberseiten einen metallischen Schimmer auf. Auf der Unterseite tragen viele Arten ein Muster aus dunklen, zum Teil hell umrandeten Flecken. An diesen sind die sehr schwer zu unterscheidenden Arten bei genauer Betrachtung gut zu bestimmen. Manche Arten haben Augenflecke und fühlerähnliche Schwänzchen am Hinterflügelrand, mit denen sie Fressfeinde überlisten, indem sie ihre Sitzposition umgekehrt einnehmen und dadurch sich vermeintlich von hinten anschleichende Angreifer früh erkennen können.
Die Vorderflügel haben 10 oder 11 Flügeladern, bei denen die siebte Ader fehlt bzw. zusätzlich die achte und neunte verwachsen sind. Sie haben nur eine Analader (1b). Die Hinterflügel haben neun Adern und zwei Analadern (1a und 1b). Die Adern 3 und 4 sind verwachsen. Ihre am Ende gekeulten Fühler sind kurz bis mittellang und meistens ungefähr halb so lang wie die Vorderflügellänge. Die Falter haben neben ihren Facettenaugen keine Punktaugen (Ocelli). Sie haben keine Kiefertaster (Maxillarpalpen), und ihre dreisegmentigen Lippentaster (Labialpalpen) sind nach oben gerichtet. Sie haben einen voll entwickelten, nicht geschuppten Saugrüssel. Alle ihre sechs Beine sind gut entwickelt, aber die Vorderbeine der Männchen oft verkürzt und nicht zum Laufen verwendbar.
Die Tiere weisen oft einen Sexualdichroismus auf. Die Weibchen sind, vor allem auf den Flügeloberseiten, anders gefärbt als die Männchen.
Frisch in einem Ameisennest geschlüpfte myrmecophile Bläulinge wie Ameisenbläulinge können entkommen, da sie bewachste Schuppen tragen, welche die sie verfolgenden Knotenameisen irritieren und eine Weile daran hindern, den jungen Schmetterling zu überwältigen.

### Merkmale der Raupen
Die Raupen haben einen kompakten, plumpen und meist abgeflachten Körperbau. Die europäischen Arten sind in ihrer Grundfärbung überwiegend grün. Ihre Behaarung ist meist kurz und dicht. Wenige Arten sind länger behaart oder kahl.

## Lebensweise
Die tagaktiven Falter klappen ihre Flügel in der Ruheposition meist zusammen und öffnen diese selten.
Die Raupen von über 75 % der weltweit vorkommenden Arten leben myrmekophil. Das heißt, dass sie von oder mit Ameisen leben. Es gibt unter ihnen parasitisch, trophobiotisch oder räuberisch lebende Arten. Sie leben gemeinsam mit Ameisen in deren Bau und ernähren sich entweder von deren Larven oder werden von den Ameisen gefüttert wie die Raupen des Lungenenzian-Ameisenbläulings (Maculinea alcon). Manche pflanzenfressenden Arten locken Ameisen durch ihre süßen Ausscheidungen, sodass die Ameisen sie auf ihren Pflanzen bewachen. Die meisten haben sich im Laufe der Zeit an das Leben mit Ameisen angepasst und besitzen neben speziellen Drüsen, die Honigtau aussondern, zum Beispiel den gleichen Geruch wie die Ameisenlarven, damit sie nicht als Eindringlinge im Ameisenbau behandelt werden. Auch können manche Arten Vibrationen und Geräusche erzeugen, mit denen sie Ameisen anlocken. Einige Arten haben zum Schutz vor Ameisenbissen eine oder mehrere der folgenden Anpassungen entwickelt: eine verdickte Cuticula und eine asselförmige Gestalt, einen unter den Prothorakalschild zurückziehbaren Kopf und eine kräftige Behaarung.

### Nahrung der Raupen
Die pflanzenfressenden Arten ernähren sich vor allem von Hülsenfrüchtlern (Fabaceae), manche aber von Heidekrautgewächsen (Ericaceae), Lippenblütlern (Lamiaceae), Zistrosengewächsen (Cistaceae) oder Storchschnabelgewächsen (Geraniaceae). Es gibt zahlreiche Arten, die hochspezialisiert sind und bei denen sich die Raupen monophag von einer bestimmten Pflanzenart ernähren. Darüber hinaus gibt es extrem standorttreue Arten, wie zum Beispiel den Storchschnabel-Bläuling (Plebejus eumedon), der nur auf wenigen Quadratmetern um seine Pflanze lebt und auch nur den Nektar dieser saugt.

### Myrmecophilie
Alle Übergänge zwischen Parasitismus und Symbiose sind in der Beziehung zwischen verschiedenen Bläulingsraupen und Ameisen bekannt. Auch die nahe verwandten Würfelfalter (Riodinidae) gehen gelegentlich Beziehungen zu Ameisen ein. Etwa die Hälfte der ungefähr 4400 Bläulingsarten der Welt haben in irgendeiner Form eine Beziehung zu Ameisen.
- Manche Raupen sind lediglich myrmecoxen. Das heißt, die Ameisen ignorieren sie oder betasten sie kurz, wenn sie regelrecht über sie stolpern, greifen sie aber nicht an.[5][6]
- In manchen Fällen nutzen die Ameisen lediglich die von den Raupen ausgeschiedenen Säfte, in anderen tragen sie die Raupen in ihr Nest, bauen ihnen regelrechte Ställe oder beschützen sie.
- Andere Raupen fressen den Honigtau der von Ameisen gehaltenen Blattläuse und von sonstigen Honigtauproduzenten
- Es gibt Bläulingsraupen, die die Ameisenbrut fressen. Diese werden in einigen Fällen von den Ameisen aktiv ins Nest eingetragen.

Das Verhalten der Raupen und ihre Wirkung auf die Ameisen kann sich zwischen den verschiedenen Larvenstadien unterscheiden. Manchmal werden auch Puppen von den Ameisen betreut. Schmetterlinge können ebenfalls Schutzanpassungen besitzen, in vielen Fällen haben sie  aber keine.
Bläulingsraupen haben eine Cuticula, die je nach Art von normal dick bis hin zu dreißig mal so dick wie die normaler Schmetterlingsraupen sein kann. In den Fällen, wo sie verdickt ist, kann sie die Raupen gegen Ameisenbisse schützen.
Die meisten Bläulingsraupen haben einen Assel-förmigen Körperbau und können ihren Kopf unter die verdickte Cuticula des Körpers zurückziehen. Bei den Würfelfaltern ist das nicht der Fall.
Die Arten, die keine symbiotische Beziehung zu den Ameisen eingehen, sind als zusätzlicher Schutz oft haarig.
Sie besitzen verschiedene Drüsen, die Stoffe ausscheiden, mit denen sie Ameisen anziehen, zu Hilfe rufen, beruhigen oder mit Nahrung versorgen können.
Porenkuppelorgane (pore cupola organs, PCOs), sind einzellige Drüsen und wurden bisher außer bei Liphyra brassolis an jeder daraufhin untersuchten Raupe der Bläulinge (Lycaenidae) und Würfelfalter (Riodinidae) gefunden. Sie produzieren Substanzen, die für Ameisen attraktiv sind oder sie beruhigen. Es handelt sich vermutlich um Pheromonkopien, also Nachahmungen, der Stoffe, die unter den Ameisen der Verständigung dienen. Je nach Art können sich die Produkte der Porenkuppelorgane deutlich voneinander unterscheiden, wirken auf Ameisen unterschiedlich attraktiv und beeinflussen ihr Verhalten auf unterschiedliche Weise. Die Porenkuppelorgane sind wahrscheinlich die ursprüngliche Anpassung der Vorfahren dieser Schmetterlinge an das Zusammenleben mit Ameisen und dienten wohl zuerst dazu, Ameisen so zu beruhigen, dass sie nicht angreifen. Ausscheidungsprodukte der Drüsen, die für Ameisen attraktiv sind oder sie dazu bringen, die Raupen ins Nest einzutragen, sind wahrscheinlich eine neuere Entwicklung.
Das Dorsale Nektarorgan (auch: Newcomerdrüse, Newcomer's organ) kommt nur bei der Unterfamilie Lycaeninae vor und liegt auf dem Rücken der Raupe im 7. Abdomidalsegment; es ist die Drüse, mit der pflanzenfressende Raupen Ameisen mit einer Nährflüssigkeit versorgen, die in unterschiedlicher Zusammensetzung Zucker und Aminosäuren enthalten kann.
Die Tentakelorgane (tentacular organs), liegen auf dem 8. Abdomidalsegment und lösen bei Ameisen ein alarmähnliches Erregungverhalten aus. Dabei scheinen leicht flüchtige Substanzen eine Rolle zu spielen, denn sie lösen diese Reaktion nur aus, wenn sie gerade ausgestülpt wurden; danach lässt die Wirkung der Geruchsstoffe schnell nach. Es handelt sich wahrscheinlich um nachgeahmte Alarmpheromone verschiedener Ameisenarten, die je nach Ähnlichkeit zu den arteigenen Alarmpheromonen der jeweiligen Ameise Reaktionen auslösen oder auch nicht.
Sehr viele Bläulingsraupen produzieren Geräusche, auf die die Ameisen offensichtlich reagieren. Während diejenigen Geräusche der nicht ameisenbezogenen Arten höher und weniger komplex sind, produzieren Arten, die eine Beziehung mit Ameisen eingehen, tiefere und komplexere Töne.
Daneben gibt es eine Reihe anderer Strukturen, die nur bei einzelnen Bläulingsraupenarten vorhanden sind und Einfluss auf das Verhalten der Ameisen nehmen.

## Entwicklung
Die Eier sind meist etwas abgeflacht, oder kugelig. Die Raupen verpuppen sich überwiegend in einer auf der Futterpflanze befestigten Gürtelpuppe, oder aber – z. T. ohne Gürtelfaden – am Boden oder unter der Erde. Bei Berührung sind die Puppen in der Lage zu stridulieren, was Angreifer abschrecken soll.

## Gefährdung und Schutz
Da so viele Arten hoch spezialisiert sind, sind sie durch Eingriffe in ihre Lebensräume sehr verwundbar. Mittlerweile sind zum Beispiel nahezu alle Arten Mitteleuropas als gefährdet zu betrachten und weltweit gehören 30 % der als gefährdet eingestuften Tagfalter den Bläulingen an. Besonders empfindlich sind Arten wie zum Beispiel der Lungenenzian-Ameisenbläuling (Maculinea alcon), dessen Raupen sich phytophag ernähren und später von Ameisen in deren Nest getragen werden. Sie sind abhängig vom Standort der Futterpflanzen sowie vom dortigen Vorhandensein ebenfalls gefährdeter Ameisenarten. Bereits für sechs Jahre in Folge als ausgestorben galt der Miami-Bläuling, Hemiargus thomasi (englisch Miami Blue).

## Systematik
Die Einteilung der Familie in Unterfamilien ist unklar und wird wissenschaftlich kontrovers diskutiert. Grundlage der Einteilung war lange eine Einteilung nach J.N.Eliot, der acht Unterfamilien unterschied. Später unterschied derselbe Autor nur noch drei, extrem weit gefasste Unterfamilien, von denen nur die Lycaeninae in Mitteleuropa vorkommen würden. Dieser Auffassung sind allerdings die meisten Taxonomen nicht gefolgt. Verbreitet werden heute sieben Unterfamilien anerkannt, viele Bearbeiter vereinen allerdings alternativ die Polyommatinae und die Theclinae in einer weit gefasten Unterfamilie Lycaeninae, so dass nach deren Auffassung nur vier Unterfamilien Bestand hätten.
- Curetinae. einzige Gattung Curetis. tropisches Südost-Asien.
- Poritiinae. 54 Gattungen, mehr als 580 Arten. Afrika und tropisches Ostasien.
- Miletinae. 15 Gattungen, 150 Arten, bei vielen davon die Raupen räuberisch oder parasitisch. Vor allem in den Tropen der Alten Welt, wenige Arten holarktisch.
- Aphnaeinae. 17 Gattungen, 278 Arten. Afrika (eine Gattung, Cigaritis auch in Asien, östlich bis Japan)[22]
- Lycaeninae
- Polyommatinae
- Theclinae

### Mitteleuropäische Arten
Von diesen Unterfamilien kommen in Europa drei – Lycaeninae, Polyommatinae, Theclinae – mit 140 Arten und Unterarten vor. Die nachstehende Auflistung beinhaltet alle mitteleuropäischen Arten.

#### Unterfamilie Lycaeninae
- Kleiner Feuerfalter (Lycaena phlaeas) (Linnaeus, 1761)
- Blauschillernder Feuerfalter (Lycaena helle) (Denis & Schiffermüller, 1775)
- Großer Feuerfalter (Lycaena dispar) (Haworth, 1802)
- Dukatenfalter (Lycaena virgaureae) (Linnaeus, 1758)
- Brauner Feuerfalter (Lycaena tityrus) (Poda, 1761)
- Violetter Feuerfalter (Lycaena alciphron) (Rottemburg, 1775)
- Lilagold-Feuerfalter (Lycaena hippothoe) (Linnaeus, 1761)
- Südöstlicher Feuerfalter (Lycaena thersamon) (Esper, 1784)

#### Unterfamilie Theclinae
- Nierenfleck-Zipfelfalter (Thecla betulae) (Linnaeus, 1758)
- Blauer Eichen-Zipfelfalter (Neozephyrus quercus) (Linnaeus, 1758)
- Grüner Zipfelfalter (Callophrys rubi) (Linnaeus, 1758)
- Ulmen-Zipfelfalter (Satyrium w-album) (Koch, 1782)
- Pflaumen-Zipfelfalter (Satyrium pruni) (Linnaeus, 1758)
- Kreuzdorn-Zipfelfalter (Satyrium spini) (Denis & Schiffermüller, 1775)
- Brauner Eichen-Zipfelfalter (Satyrium ilicis) (Esper, 1779)
- Kleiner Schlehen-Zipfelfalter (Satyrium acaciae) (Fabricius, 1787)

#### Unterfamilie Polyommatinae
- Großer Wanderbläuling (Lampides boeticus) (Linnaeus, 1767); nicht bodenständig, nur als Wanderfalter
- Pelargonien-Bläuling (Cacyreus marshalli) Butler, 1898; aus Südafrika eingeschleppt
- Kleiner Wanderbläuling (Leptotes pirithous) (Linnaeus, 1767); nicht bodenständig, nur als Wanderfalter
- Zwerg-Bläuling (Cupido minimus) (Fussely, 1775)
- Kleiner Alpen-Bläuling (Cupido osiris) (Meigen, 1829)
- Kurzschwänziger Bläuling (Cupido argiades) (Pallas, 1771)
- Östlicher Kurzschwänziger Bläuling (Cupido decolorata) (Staudinger, 1886)
- Südlicher Kurzgeschwänzter Bläuling (Cupido alcetas) (Hoffmannsegg, 1804)
- Faulbaum-Bläuling (Celastrina argiolus) (Linnaeus, 1758)
- Graublauer Bläuling oder Westlicher Quendelbläuling (Pseudophilotes baton) (Bergsträsser, 1779)
- Östlicher Quendelbläuling (Pseudophilotes vicrama) (Moore, 1865)
- Fetthennen-Bläuling (Scolitantides orion) (Pallas, 1771)
- Alexis-Bläuling (Glaucopsyche alexis) (Poda, 1761)
- Blasenstrauch-Bläuling (Iolana iolas) (Ochsenheimer, 1816)
- Quendel-Ameisenbläuling (Phengaris arion) (Linnaeus, 1758)
- Heller Wiesenknopf-Ameisenbläuling (Phengaris teleius) (Bergsträsser, 1779)
- Dunkler Wiesenknopf-Ameisenbläuling (Phengaris nausithous) (Bergsträsser, 1779)
- Lungenenzian-Ameisenbläuling (Phengaris alcon) (Denis & Schiffermüller, 1775)
- Kreuzenzian-Ameisenbläuling (Phengaris rebeli) (Hirschke, 1904)
- Geißklee-Bläuling oder Argus-Bläuling (Plebejus argus) (Linnaeus, 1758)
- Idas-Bläuling oder Ginster-Bläuling (Plebejus idas) (Linnaeus, 1761)
- Kronwicken-Bläuling (Plebejus argyrognomon) (Bergsträsser, 1779)
- Kleiner Tragant-Bläuling (Kretania trappi (Verity, 1927))
- Kleiner Sonnenröschen-Bläuling (Aricia agestis) (Denis & Schiffermüller, 1775)
- Großer Sonnenröschen-Bläuling (Aricia ataxerxes) (Fabricius, 1793)
- Nicias-Bläuling (Aricia nicias) (Meigen, 1830)
- Storchschnabel-Bläuling (Aricia eumedon) (Esper, 1780)
- Rotklee-Bläuling oder Violetter Wald-Bläuling (Cyaniris semiargus) (Rottemburg, 1775)
- Hochmoor-Bläuling (Agriades optilete) (Knoch, 1781)
- Dunkler Alpenbläuling (Agriades glandon) (Prunner, 1798)
- Heller Alpenbläuling (Agriades orbitulus) (Prunner, 1798)
- Himmelblauer Bläuling (Lysandra bellargus) (Rottemburg, 1775)
- Silbergrüner Bläuling (Lysandra coridon) (Poda, 1761)
- Escher-Bläuling (Polyommatus escheri) (Hübner, 1823)
- Wundklee-Bläuling (Polyommatus dorylas) (Denis & Schiffermüller, 1775)
- Vogelwicken-Bläuling oder Prächtiger Bläuling (Polyommatus amandus) (Schneider, 1792)
- Kleiner Esparsetten-Bläuling (Polyommatus thersites) (Cantener, 1835)
- Hauhechel-Bläuling oder Gemeiner Bläuling (Polyommatus icarus) (Rottemburg, 1775)
- Eros-Bläuling (Polyommatus eros) (Ochsenheimer, 1808)
- Zahnflügel-Bläuling (Polyommatus daphnis) (Denis & Schiffermüller, 1775)
- Östlicher Esparsetten-Bläuling (Polyommatus admetus) (Esper, 1783)
- Weißdolch-Bläuling oder Großer Esparsetten-Bläuling (Polyommatus damon) (Denis & Schiffermüller, 1775)

### Weitere Arten

#### Europa / Afrika
- Satyrium esculi (Hübner, 1804) – Nordafrika, Iberische Halbinsel, Südfrankreich
- Tomares ballus (Fabricius, 1787) – Spanien, Portugal, Frankreich und Nordafrika
- Deloneura immaculata (Trimen, 1868) – Südafrika, als ausgestorben vermutet
- Lepidochrysops hypopolia (Trimen & Bowker, 1887) – in Südafrika, als ausgestorben vermutet
- Tarucus balkanica (Freyer, 1844) – westliches Mittelmeer bis Indien
- Iolaus (Hübner, 1819) – in Afrika lebende Gattung der Theclinae

#### Amerika
- Euphilotes (Mattoni, 1978) – im westlichen Nordamerika lebende Gattung der Polyommatinae
  - Euphilotes battoides (Behr, 1867) – im Westen Nordamerikas
  - Euphilotes battoides allyni (Shields, 1975) – im Westen Nordamerikas
- Cupido (Schrank, 1801) – Gattung der Polyommatinae
  - Cupido comyntas (Godart, 1824) – im Osten Nordamerikas
- Plebejus acmon (Westwood, 1851) – im westlichen Nordamerika
- Euphilotes battoides (Behr, 1867) – im westlichen Nordamerika
- Euphilotes battoides allyni (Shields, 1975) – im westlichen Nordamerika
- Lycaena mariposa (Reakirt, 1866) – im nordwestlichen Nordamerika
- Lycaena hermes (Edwards, 1870) – im südlichen Kalifornien bis Mexiko
- Callophrys henrici (Grote & Robinson, 1819) – im östlichen Nordamerika
- Callophrys mcfarlandi (Clench & Ehrlich, 1960) – in Mittel- und Nordamerika
- Calycopis cecrops (Fabricius, 1793) – im Osten und Südosten Nordamerikas
- Calycopis isobeon (Butler & H. Druce, 1872) – in Mittel- und Nordamerika
- Atlides halesus (Cramer, 1777) – in Mittel- und Nordamerika
- Lycaena helloides (Boisduval, 1852) – in weiten Teile Nordamerikas

#### Asien / Australien
- Talicada nyseus (Guerin, 1843)  – in Südostasien
- Zeltus amasa (Hewitson, 1865) – in Südostasien
- Jameela (Grund & Eastwood, 2010) – Gattung der Polyommatinae
  - Jameela albiplaga (Tite, 1963) – in der australischen Region
  - Jameela palmyra (C. Felder, 1860) – in der indonesischen bis australischen Region
- Erysichton lineata (Murray, 1874) – in der indonesischen bis australischen Region
- Udara blackburni (Tuely, 1878) – auf Hawaii